# وارن سبينك
وارن سبينك (بالإنجليزية: Warren Spink)‏ هو لاعب كرة قدم أسترالي في مركز الهجوم، ولد في 4 أكتوبر 1966 في ملبورن في أستراليا. شارك مع منتخب أستراليا لكرة القدم. أما مع النوادي، فقد لعب مع نادي جنوب ملبورن ونادي غيلانغ إنترناشونال ونيوكاسل يونايتد جتس.

## وصلات خارجية
- وارن سبينك على موقع الاتحاد الدولي (مؤرشف)  (الإنجليزية)
- وارن سبينك على موقع قاعدة بيانات كرة القدم.إي يو (الإنجليزية)
- وارن سبينك على موقع ناشيونال فوتبول تيمز (الإنجليزية)